# Несокрушимая и легендарная
«Несокрушимая и легендарная» — советская песня, созданная в годы Великой Отечественной войны композитором Александром Александровым на слова Осипа Колычева; также называется «Песня о Советской армии».
Была создана к 25-летнему юбилею Красной армии и впервые прозвучала с киноэкрана в феврале 1943 года в фильме-концерте, снятом по заданию Советского правительства к 25-летию Красной армии режиссёрами С. Герасимовым, М. Калатозовым и Е. Дзиганом.
Исполнялась многими певцами и музыкальными коллективами. Была записана на грампластинках Апрелевским заводом. Ею открывались выпуски советской телевизионной передачи «Служу Советскому Союзу».
Песня является визитной карточкой Академического дважды Краснознамённого, ордена Красной Звезды ансамбля песни и пляски Российской Армии имени А. В. Александрова, который традиционно открывает ей все свои выступления.